# Irina Michailowna Nagibina
Irina Michailowna Nagibina (russisch Ирина Михайловна Нагибина; * 7. September 1921; † 9. September 2004) war eine sowjetische bzw. russische Physikerin und Hochschullehrerin.

## Leben
Das Studium am Leningrader Institut für Feinmechanik und Optik (LITMO) begann Nagibina 1939. Nach Beginn des Deutschen Angriffskriegs und der Leningrader Blockade arbeitete sie in der Optik-Werkstatt der Reparaturwerkstätten des Instituts. Das Studium schloss sie 1948 als erste Absolventin der Ingenieur-Physik-Fakultät ab, um dann dort als Assistentin am Lehrstuhl für Spektroskopie zu arbeiten und zu unterrichten. Sie verteidigte 1955 ihre Kandidat-Dissertation über die Abhängigkeit der Spektrallinien-Breite von der Konzentration im Wechselstrom-Lichtbogen mit Erfolg für die Promotion zur Kandidatin der physikalisch-mathematischen Wissenschaften.
Ab 1957 war Nagibina Dozentin am Lehrstuhl für spektrometrische und optisch-physikalische Geräte des LITMO, den bis 1956 Wladimir Prokofjew geleitet hatte und den sie schließlich von 1967 bis 1988 selbst leitete. Sie verfasste entsprechende Lehrbücher zusammen mit Prokofjew und anderen. Sie verteidigte 1971 erfolgreich ihre Doktor-Dissertation für die Promotion zur Doktorin der technischen Wissenschaften und wurde sogleich zur Professorin ernannt. Sie war Dekanin der Fakultät für Optisch-Elektronischen Gerätebau des LITMO (1972–1976) und der Ingenieur-Physik-Fakultät (1976–1977). In den 1970er und 1980er Jahren nahm sie in der DDR, Polen und anderen Ländern wiederholt an internationalen Konferenzen teil und hielt Gastvorlesungen.
Nagibina starb am 9. September 2004 und wurde in St. Petersburg auf dem Serafimowskoje-Friedhof begraben.

## Ehrungen, Preise
- Ehrenzeichen der Sowjetunion[2]
- Verdiente Hochschul-Arbeiterin der Russischen Föderation (1997)[4]
- Ehrenarbeiterin der Hochschulberufsausbildung der Russischen Föderation (2003)[3]